# Prefettura autonoma tujia e miao di Enshi
La prefettura autonoma tujia e miao di Enshi (in cinese: 恩施土家族苗族自治州, pinyin: Ēnshī Tǔjiāzú Miáozú Zìzhìzhōu) è una prefettura autonoma della provincia dell'Hubei, in Cina.

## Suddivisioni amministrative
- Enshi
- Lichuan
- Contea di Jianshi
- Contea di Badong
- Contea di Xuan'en
- Contea di Xianfeng
- Contea di Laifeng
- Contea di Hefeng